# Unschuld im Kreuzverhör
Unschuld im Kreuzverhör (Originaltitel: Il rossetto) ist ein italienisch-französischer Kriminalfilm/Drama von Regisseur Damiano Damiani aus dem Jahr 1960 mit Pierre Brice und Giorgia Moll in den Hauptrollen.

## Handlung
Die dreizehnjährige Silvana schwärmt für Gino Luciani, einen elegant angezogenen Mann aus der Nachbarschaft. Sie beobachtet ihn heimlich von ihrem Fenster aus, aber er nimmt keine Notiz von ihr. Das ändert sich, als in dessen Wohnhaus eine Frau ermordet aufgefunden wird, und Gino gegenüber der Polizei behauptet, er hätte diese nicht gekannt. Silvana, die ihn in der Wohnung der ermordeten Frau gesehen hatte, und gehört hatte, dass ein junger Laufbursche von der Polizei verhaftet wurde, erzählt ihm unbedarft davon, als sie ihm im allgemeinen Trubel auf der Straße begegnet. Spontan lädt er sie zu einem Kinobesuch ein, was sie freudig annimmt.
Obwohl der Laufbursche sich inzwischen im Gefängnis das Leben genommen hatte, glaubt Kommissar Fioresi nicht an dessen Schuld und fahndet weiter. Er kommt Gino auf die Spur, der ein Tatmotiv hat, weil er inzwischen eine Beziehung mit Lorella Severano eingegangen war, einer Tochter aus sehr gutem Haus, der er seine Beziehung mit der Nachbarin verheimlichen wollte. Doch der Kommissar kann Gino die Tat nicht nachweisen. Dieser trifft sich inzwischen mit der jungen Silvana im Kino, ist aber nicht in der Lage, sie zum Schweigen zu bringen. Einzig die Gefühle des Mädchens für ihn, verhindern, dass sie ihr Wissen gegenüber der Polizei angibt. Doch Kommissar Fioresi, der inzwischen von ihrer Verbindung erfahren hatte, setzt sie bei einem Verhör im Polizeigebäude erheblich unter Druck, stellt sie als Hure hin und verwendet ihren Lippenstift, indem er ihr damit das Gesicht bemalt. In Tränen aufgelöst erzählt das Mädchen von den Besuchen Ginos bei der Ermordeten und die Polizei kann ihn festnehmen.

## Kritik
Das Lexikon des internationalen Films urteilte: „Damianis Erstlingsfilm ist ein raffiniert konstruiertes Kriminaldrama, vorzüglich gespielt, konsequent durchdacht und inszeniert.“

## Hintergrund
Unschuld im Kreuzverhör ist Damiano Damianis erster Film, nachdem er in den 50er Jahren eine Vielzahl an Drehbüchern geschrieben hatte. In seinem Film ist einerseits noch der Einfluss des Neorealismus erkennbar, auch dank der Zusammenarbeit am Drehbuch mit Cesare Zavattini, andererseits weist Unschuld im Kreuzverhör schon auf seine späteren politisch motivierten Filme hin. Er ist zudem eine bittere (wenn auch keineswegs komische) Parodie auf den englischen Film "Tiger Bay", in dem ebenfalls ein Mädchen einen jungen Mann beim Mord (oder vielmehr Totschlag) beobachtet und sich an seine Fersen heftet. Im Gegensatz zur sich entwickelnden sanften Freundschaft der beiden (der Pole, gespielt von Horst Buchholz, riskiert sein Leben, um sie vor dem Ertrinken zu retten, und gerät so wieder ins britische Hoheitsgebiet) dominiert bei Damiani der Egoismus und die ethische Verdorbenheit.
Die Lieder, die zu hören sind, werden von Miranda Martino, Anita Sol und Tony del Monaco interpretiert.